# Argelia en los Juegos Olímpicos de Tokio 1964
Argelia estuvo representada en los Juegos Olímpicos de Tokio 1964 por un deportista masculino que compitió en gimnasia artística.
El equipo olímpico argelino no obtuvo ninguna medalla en estos Juegos.